# Pensacola cyaneochirus
Pensacola cyaneochirus là một loài nhện trong họ Salticidae.
Loài này thuộc chi Pensacola. Pensacola cyaneochirus được Eugène Simon miêu tả năm 1902.